# 萊特巴士

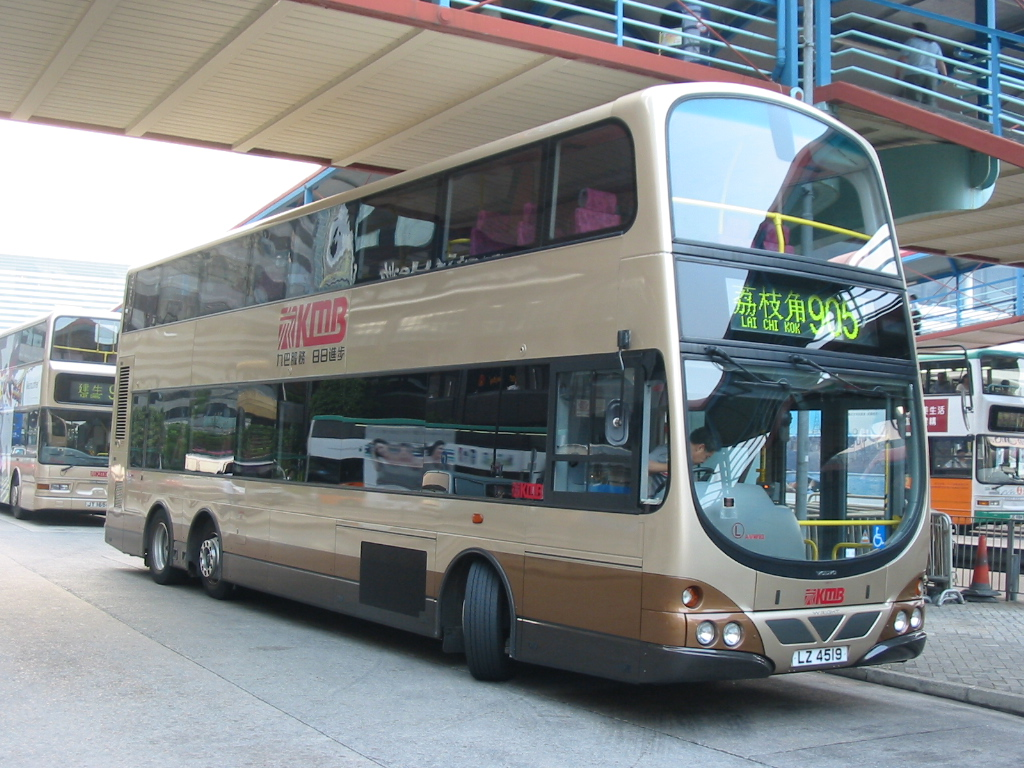
香港九巴一輛搭配萊特巴士車身的富豪超級奧林匹克巴士

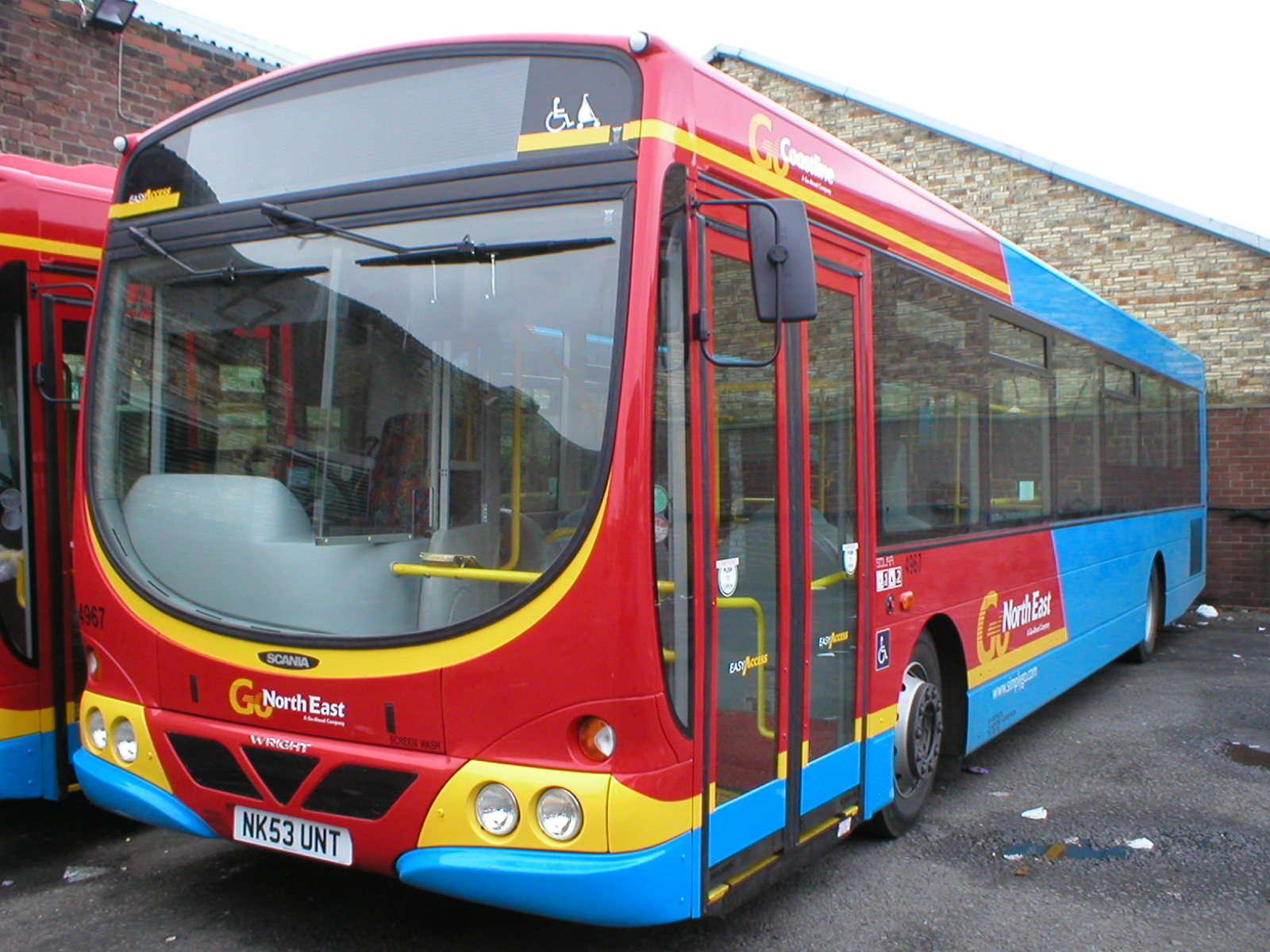
英格蘭東北部Go North East巴士公司一輛搭配萊特巴士車身的巴士

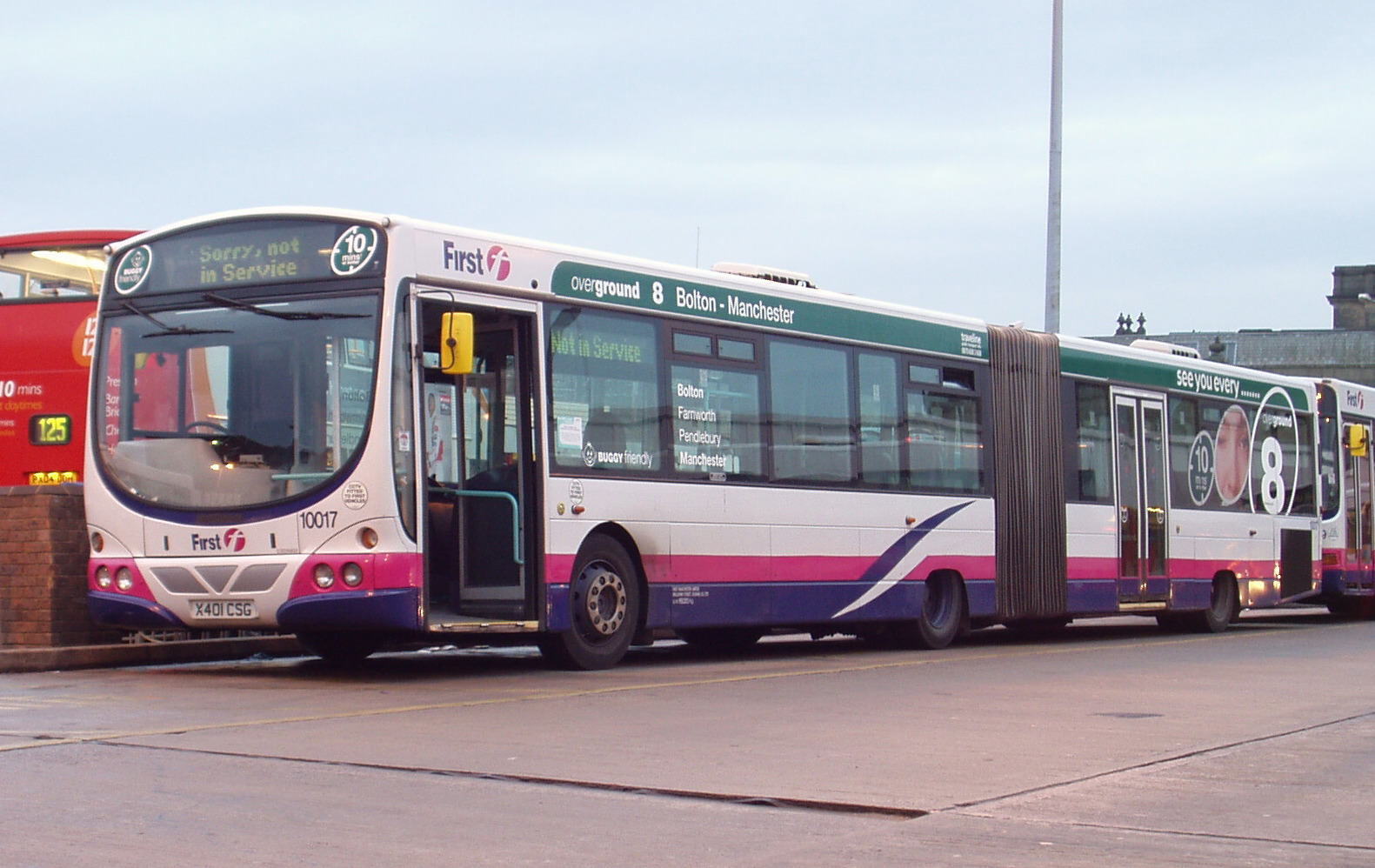
英國第一集團轄下曼切斯特第一巴士的一輛萊特巴士車身的斯堪尼亞底盤鉸接巴士

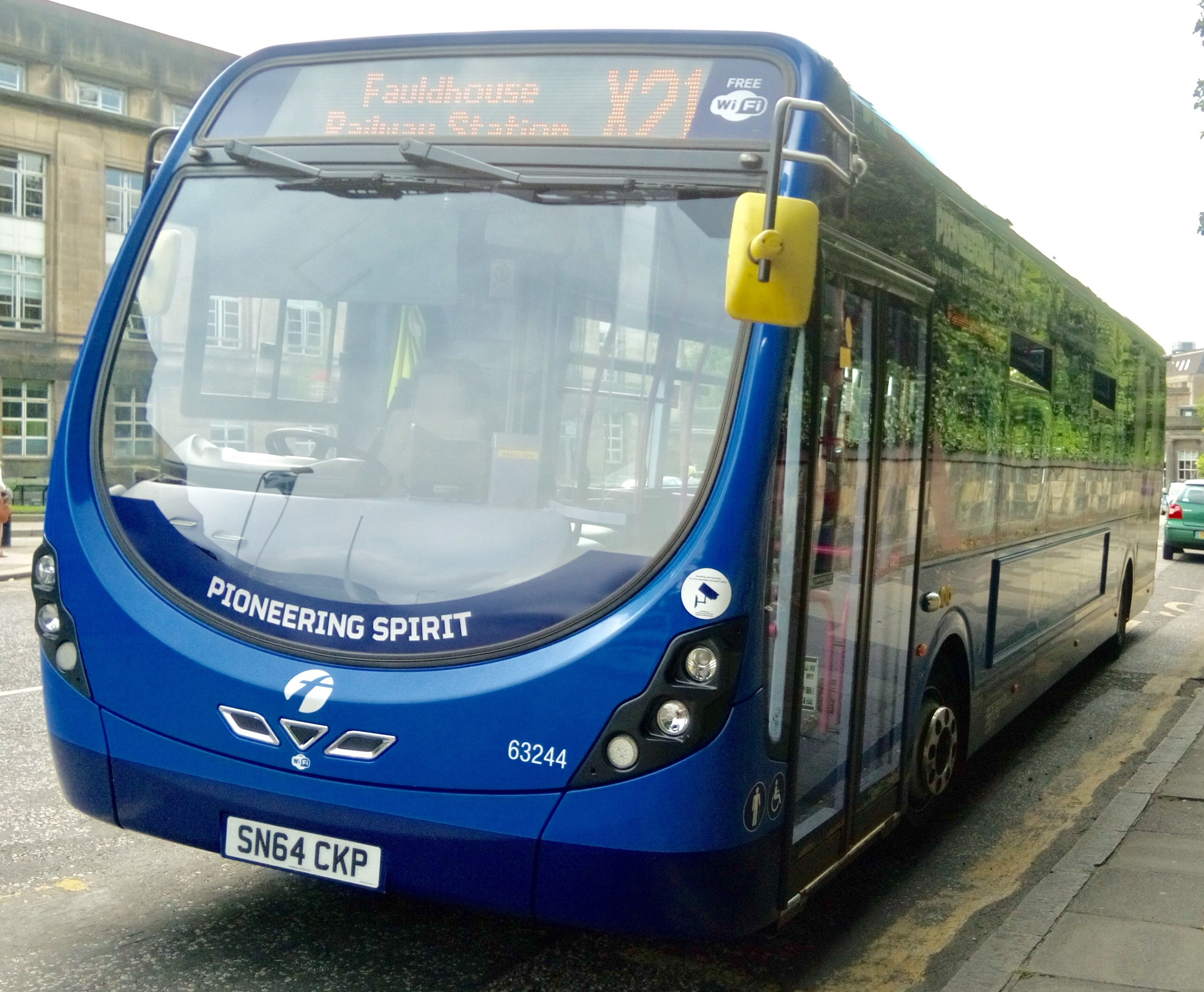
英國第一集團一輛搭配萊特巴士車身的巴士

莱特巴士（英語：Wrightbus）是北愛爾蘭一家大型巴士及客車車身的供應商，總部設於北愛爾蘭的巴利米纳。它成立於1946年，由羅伯特·萊特創立，現時其業務由他的兒子威廉·萊特管理。
該車身公司原名為Robert Wright & Son Coachbuilders，憑重建貨車的車身起家，1978年起推出供單層巴士使用的鋁材車身，至2001年推出雙層巴士車身。該批新產品多以天文名稱來命名，如Solar、Eclipse、Gemini、Pulsar等。
萊特巴士於2019年9月25日宣布進入破產保護。

## 萊特巴士在香港
2002年，隨著香港九龍巴士訂購裝配該款車身的雙層巴士，莱特巴士車身得以進入香港市場，早期因專門技術保密，巴士不能運往香港組裝，只能在北愛爾蘭組裝後經水路運往香港。2012年10月，萊特巴士於香港成立分公司。2012-2014年間，莱特巴士車身散件運往珠海廣通客車組裝，2014年之後供應香港莱特巴士車身在馬來西亞吉隆坡Masdef負責組裝。
在香港，現今有1436輛萊特巴士服役，且數量仍在增長。九龍巴士成為香港首間購入萊特巴士（九龍巴士被稱之為「前衛巴士」）的巴士公司，2010年擴展至城巴，2014年再度擴展至新世界第一巴士、愉景灣巴士及港鐵巴士，2019年再度擴展至龍運巴士，其後訂單於2021年取消，其後訂單於2022年恢復，2020年再度擴展至陽光巴士。
現時九龍巴士、城巴、新世界第一巴士、愉景灣巴士、港鐵巴士及龍運巴士都通常將此型號車身搭配富豪巴士的底盤，型號分別為富豪B10TL（九龍巴士採用的車隊編號前綴：AVW）、富豪B9TL（九龍巴士採用的車隊編號前綴：AVBW、AVBWS、AVBWU、3AVBWU；城巴採用的車隊編號：7500、6500、95XX；新世界第一巴士採用的車隊編號：45XX、52XX；港鐵巴士車隊編號：319-386；愉景灣巴士車隊編號：DBAY208-213）、富豪B8L（九龍巴士採用的車隊編號前綴：AVBWL、V6B、V6P、V6X（其中27輛）、V6PX；城巴採用的車隊編號：88XX；新世界第一巴士採用的車隊編號：5230-5236；龍運巴士採用的車隊編號：UV6X66-75、AV6X。
九龍巴士並於2018年另外購入了一部Wright StreetDeck 10.65米雙層兩軸巴士；此巴士於一年多間經過多重改造後，最後於2019年第三季成功出牌，採用車隊編號W6S1，本車型的出現亦代表了萊特巴士的自家產品於香港首次亮相。

## 萊特巴士在新加坡
2009年至2017年，隨著新加坡新捷運訂購裝配該款車身的雙層巴士，萊特巴士車身得以進入新加坡市場，由康福德高工程私人有限公司（ComfortDelGro Engineering）負責組裝車身。在新加坡，現今有1416輛萊特巴士服役，新捷運成為新加坡首間購入此型號的巴士公司。現時新捷運都是將此型號巴士車身搭配富豪集團的底盤，型號分別為富豪B9TL及富豪B8L。
近幾年，萊特巴士的業務得以成功開拓，到未來其員工數目預計可超過1,000人。不過有人認為，該公司在招聘員工的篩選過程中被指存在宗教歧視，只有6%的員工信奉天主教，而整個北愛爾蘭巴利米納地區中，天主教徒佔總人口的20%。

## 破產及被收購
萊特巴士在倫敦停訂New Routemaster下，憑海外訂單已不能幫補，成本上升致公司虧損等原因影響，公司於2019年第三季度正式宣布破產。其業務及資產被德勤會計師事務所接管。同年10月22日，德勤會計師事務所已確認英國工業家Jo Bamford旗下Bamford巴士公司收購萊特巴士的業務及資產。

## 產品列表

### 現時產品
- 日蝕雙子星型／日蝕雙子星二型／ 雙子星三型
- Eclipse Urban/Eclipse 2
- 脈衝／脈衝二型
- 日光／Solar Fusion
- StreetCar
- StreetDeck
- StreetLite
- 新倫敦巴士（New bus for London）

### 過往產品
- Axcess-Floline
- Eclipse SchoolRun
- Eclipse Commuter
- Electrocity
- Axcess-Ultralow
- Cadet
- Cityranger
- Commander
- Consort
- Contour
- Crusader
- Crusader 2
- Eclipse Metro／Eclipse Fusion
- Endeavour
- Endurance
- 探索者型（Wright Explorer）
- Fusion
- Gemini 2 DL／Gemini 2 HEV
- Handybus
- Liberator
- Meridian
- Nimbus
- Pathfinder
- Pulsar Gemini
- Pulsar Gemini HEV
- Renown
- Royale
- TT
- Urbanranger

## 外部連結
- 萊特巴士官方網站 （页面存档备份，存于）
- 香港巴士大典上的相关条目：Wrightbus